# Laurens ten Dam
Laurens ten Dam (ur. 13 listopada 1980 w Zuidwolde) – holenderski kolarz szosowy, zawodnik profesjonalnej grupy CCC Team.
Doskonale radzi sobie na etapach jazdy w górach. Zwycięzca klasyfikacji górskiej w wyścigu Ster Elektrotoer w 2006 roku i Tour de Romandie trzy lata później. 

## Najważniejsze  osiągnięcia
2006
- 1. miejsce w klasyfikacji górskiej w Ster Elektrotoer

2007
- 8. miejsce w Deutschland Tour
- 9. miejsce  w Volta a Catalunya

2008
- 1. miejsce na 1. etapie Critérium International
- 10. miejsce w Tour de Suisse

2009
- 1. miejsce w klasyfikacji górskiej w Tour de Romandie

2011
- 8. miejsce w Tour de Suisse

2012
- 8. miejsce w Vuelta a España

2013
- 3. miejsce w Tour du Haut Var

## Starty w Wielkich Tourach
| Grand Tour | 2008 | 2009 | 2010 | 2011 | 2012 | 2013 | 2014 | 2015 |
| ---------- | ---- | ---- | ---- | ---- | ---- | ---- | ---- | ---- |
| Giro       | -    | 28.  | -    | -    | -    | -    | -    | -    |
| Tour       | 21.  | 60.  | -    | 58.  | 28.  | 13.  | 9.   | 92.  |
| Vuelta     | -    | -    | DNF  | -    | 8.   | DNF  | 44.  | -    |